# Batrachomimus
Batrachomimus é um gênero fóssil de réptil da família Paralligatoridae do Jurássico Superior do Brasil. Há uma única espécie descrita para o gênero Batrachomimus pastosbonensis. Seus restos fósseis foram encontrados na formação Pastos Bons em Nova Iorque, no estado do Maranhão, e datados do Oxfordiano-Kimmeridgiano.